# Leucula tinctaria
Leucula tinctaria är en fjärilsart som beskrevs av Jones. Leucula tinctaria ingår i släktet Leucula och familjen mätare. Inga underarter finns listade i Catalogue of Life.